# Dilophonotini
Dilophonotini es una tribu de lepidópteros ditrisios de la familia Sphingidae.

## Subtribus y géneros

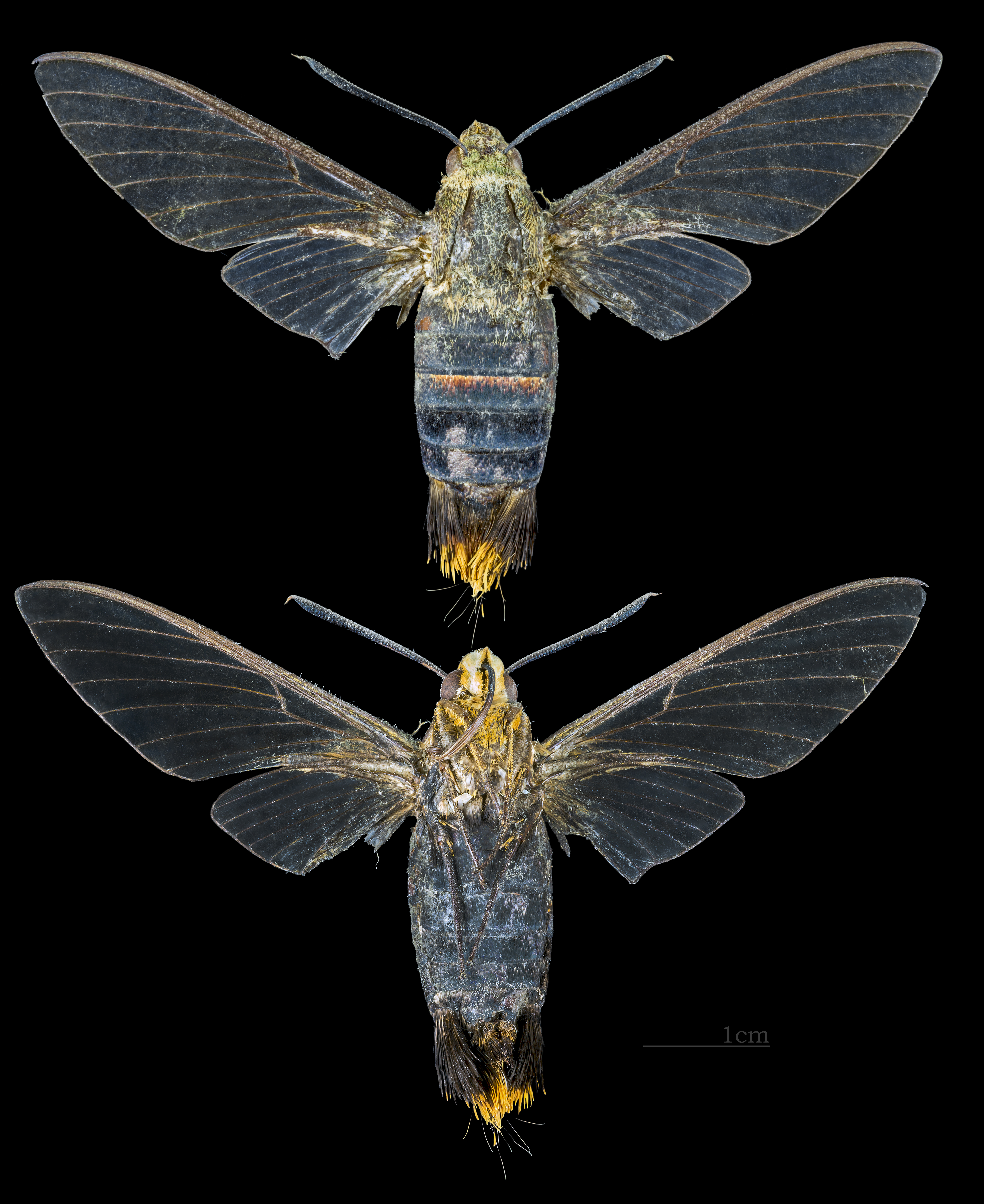
Cephonodes
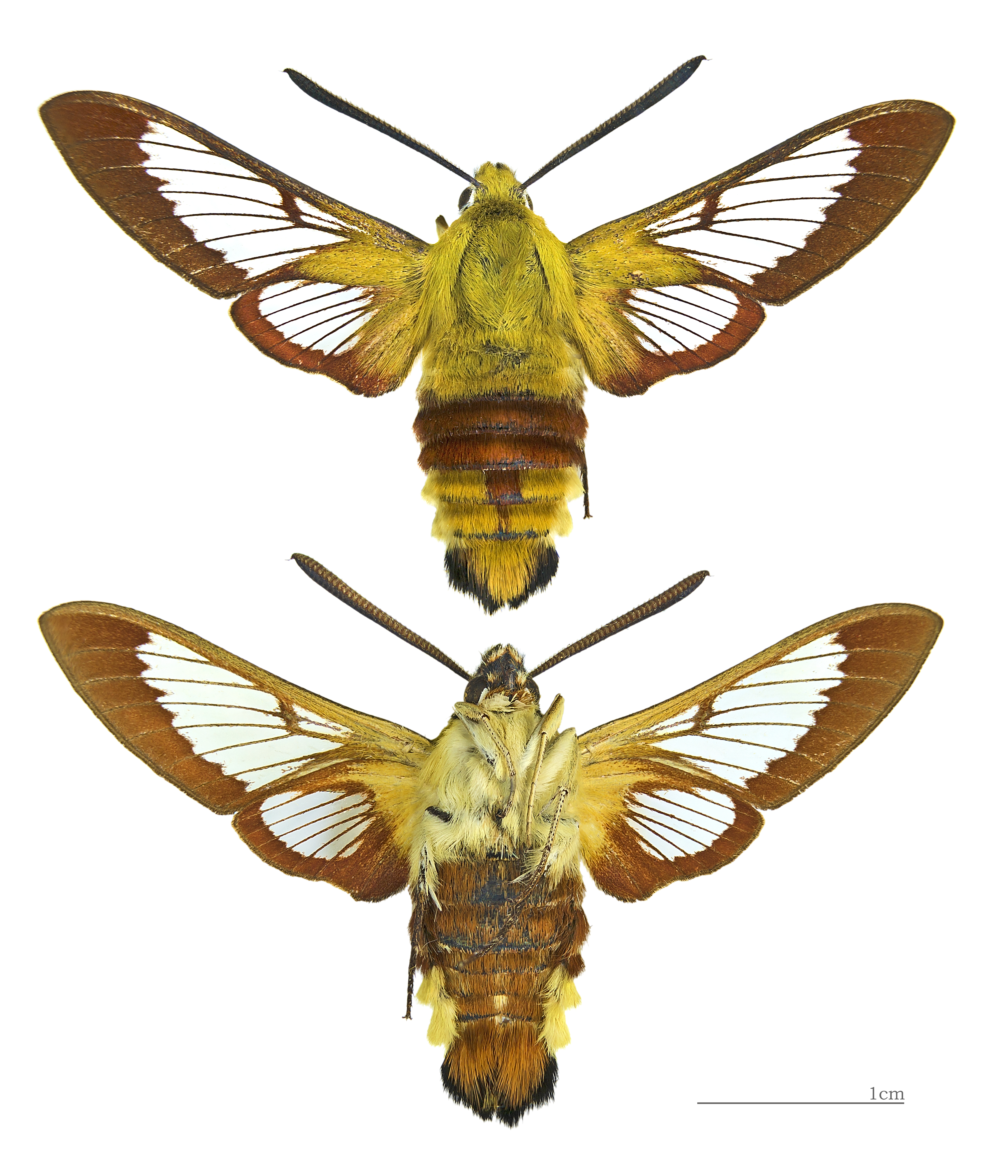
Hemaris

- Subtribu Dilophonotina - Burmeister, 1878
  - Aellopos - Hübner, 1819
  - Aleuron - Boisduval, 1870
  - Baniwa - Lichy, 1981
  - Callionima - Lucas, 1857
  - Cautethia - Grote, 1865
  - Enyo - Hübner, 1819
  - Erinnyis - Hübner, 1819
  - Eupyrrhoglossum - Grote, 1865
  - Hemeroplanes - Hübner, 1819
  - Himantoides - Butler, 1876
  - Isognathus - C. & R. Felder, 1862
  - Kloneus - Skinner, 1923
  - Madoryx - Boisduval, 1875
  - Nyceryx - Boisduval, 1875
  - Oryba - Walker, 1856
  - Pachygonidia - Fletcher, 1982
  - Pachylia - Walker, 1856
  - Pachylioides - Hodges, 1971
  - Perigonia - Herrich-Schäffer, 1854
  - Phryxus - Hübner, 1819
  - Protaleuron - Rothschild & Jordan, 1903
  - Pseudosphinx - Burmeister, 1856
  - Stolidoptera - Rothschild & Jordan, 1903
  - Unzela - Walker, 1856

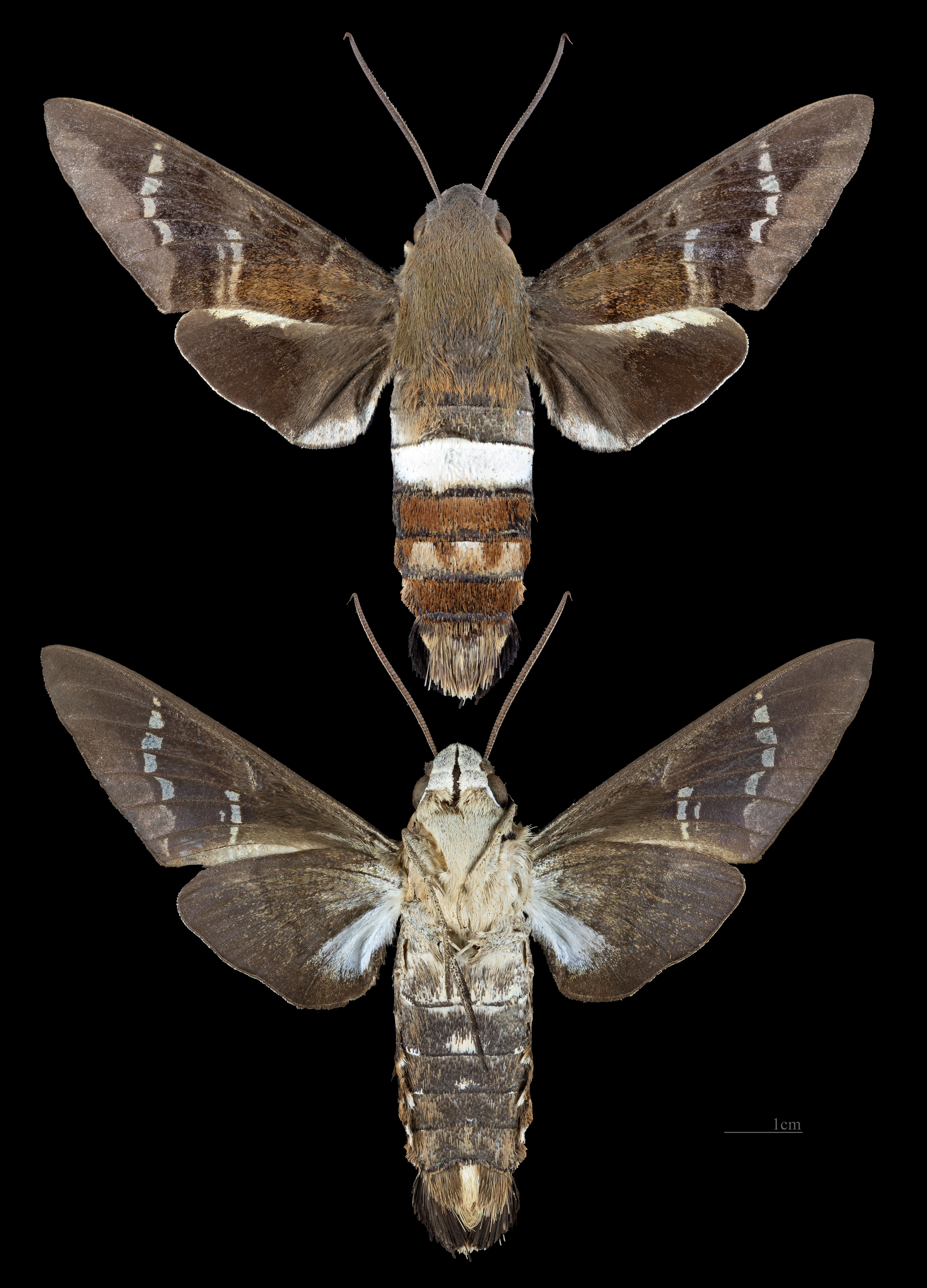
Aellopos
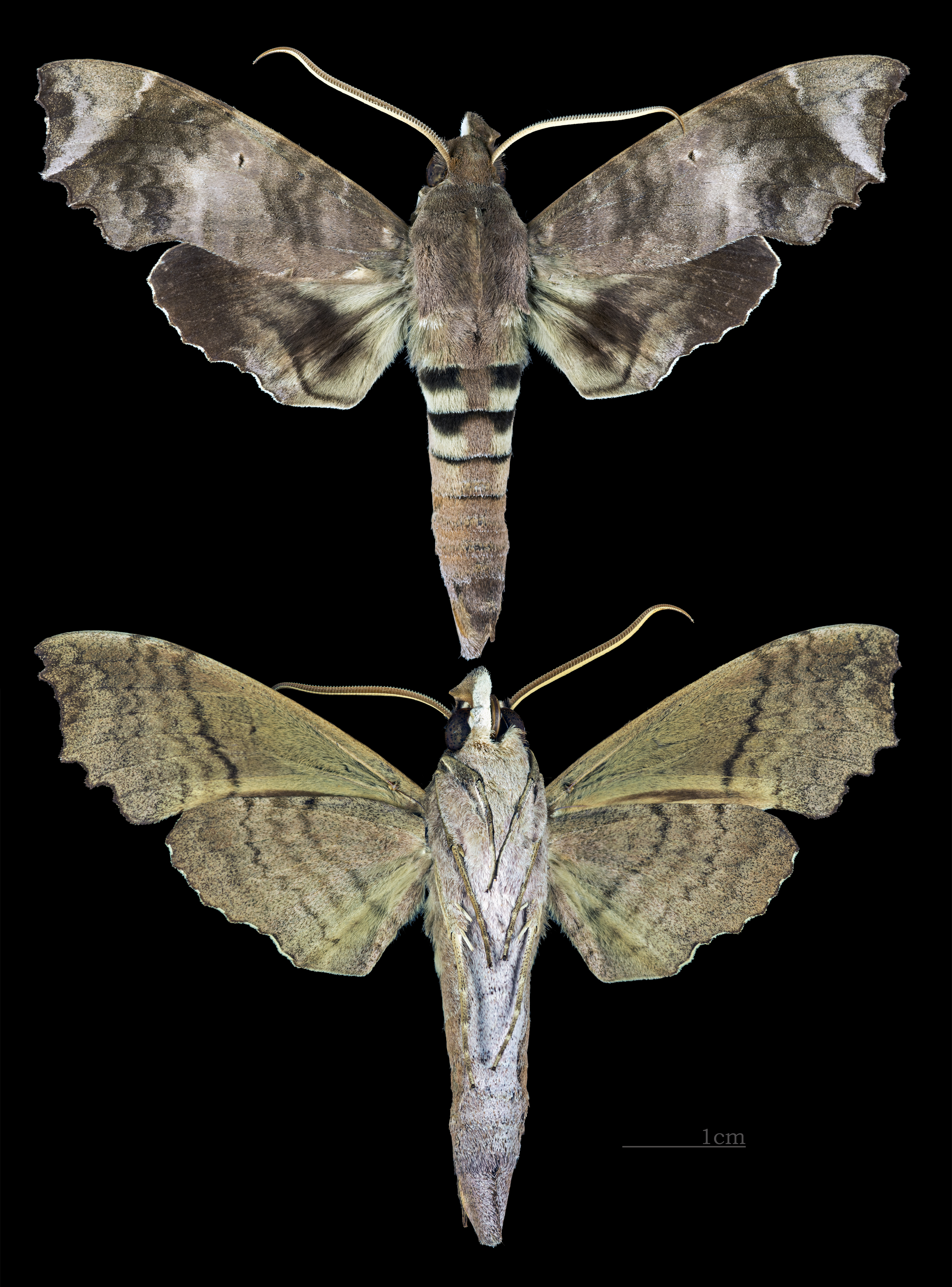
Aleuron
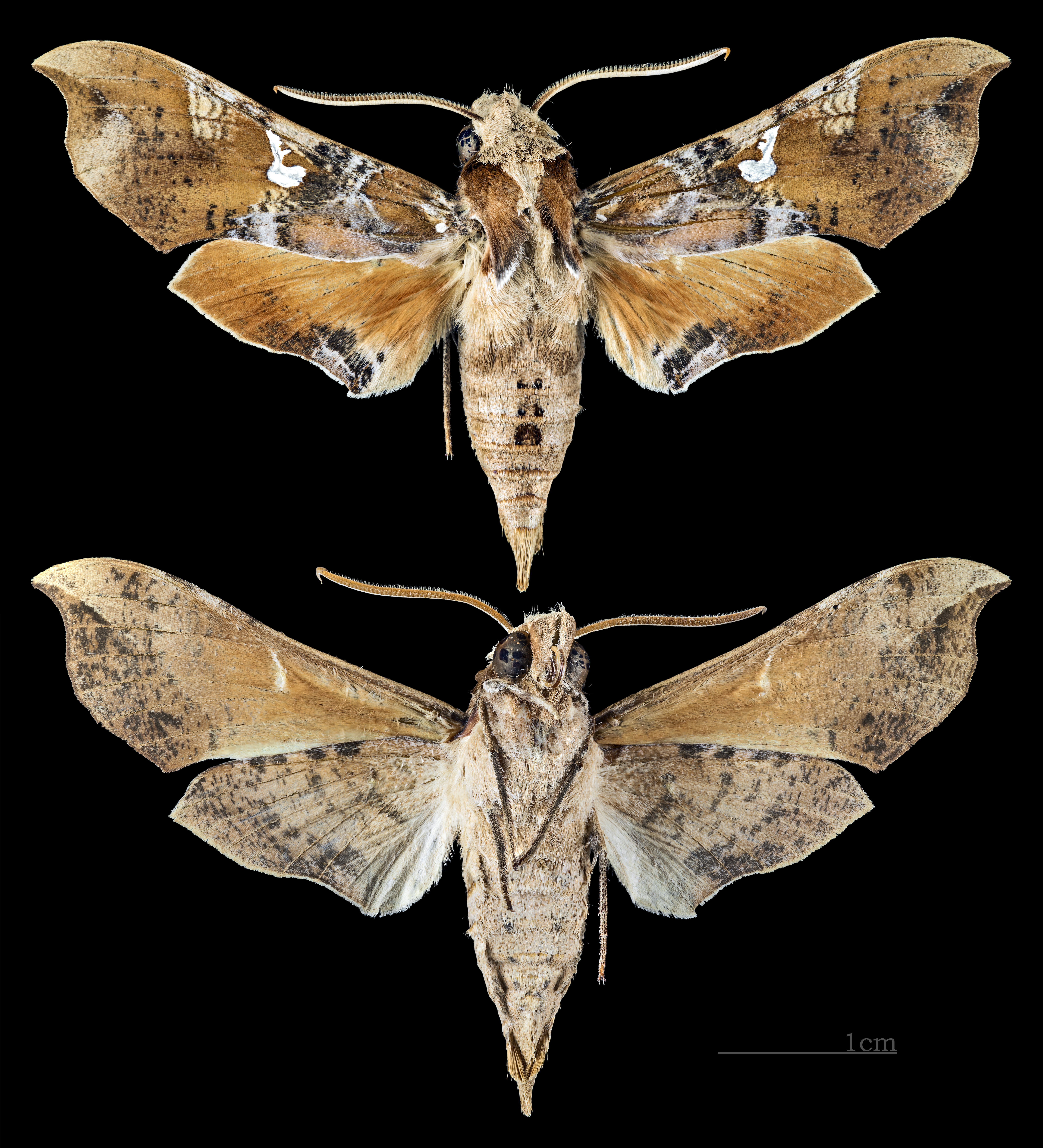
Callionima
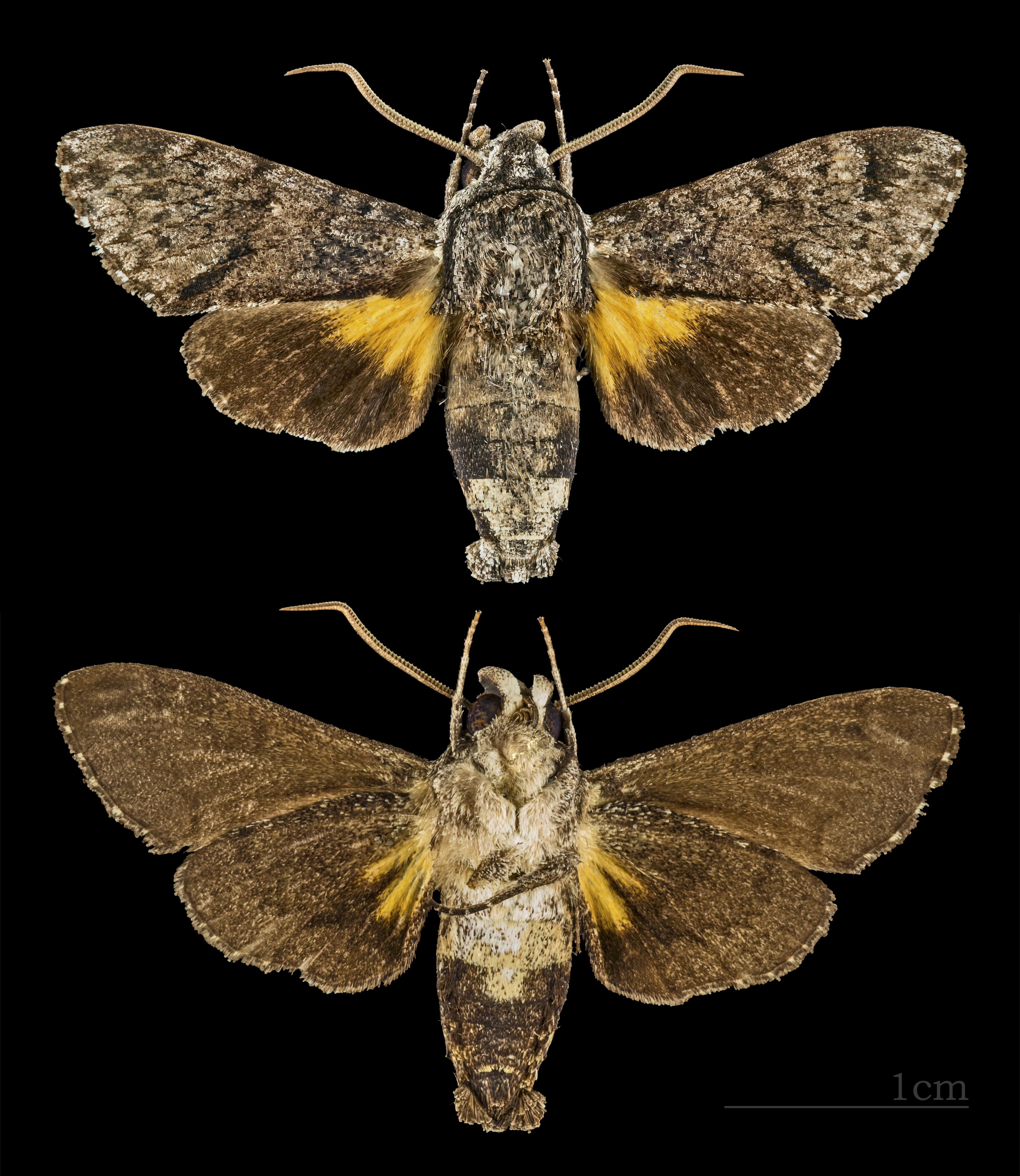
Cautethia
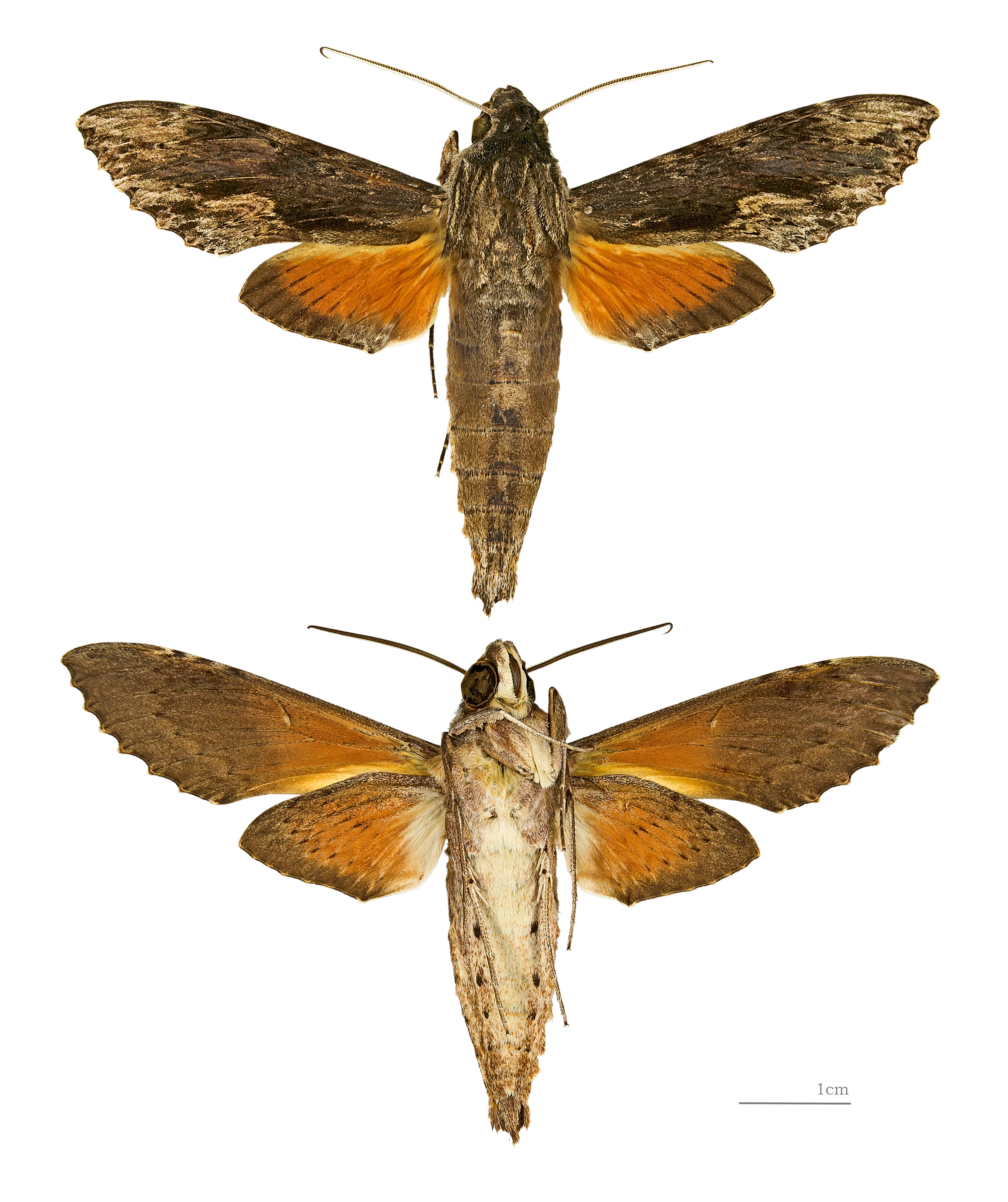
Erinnyis
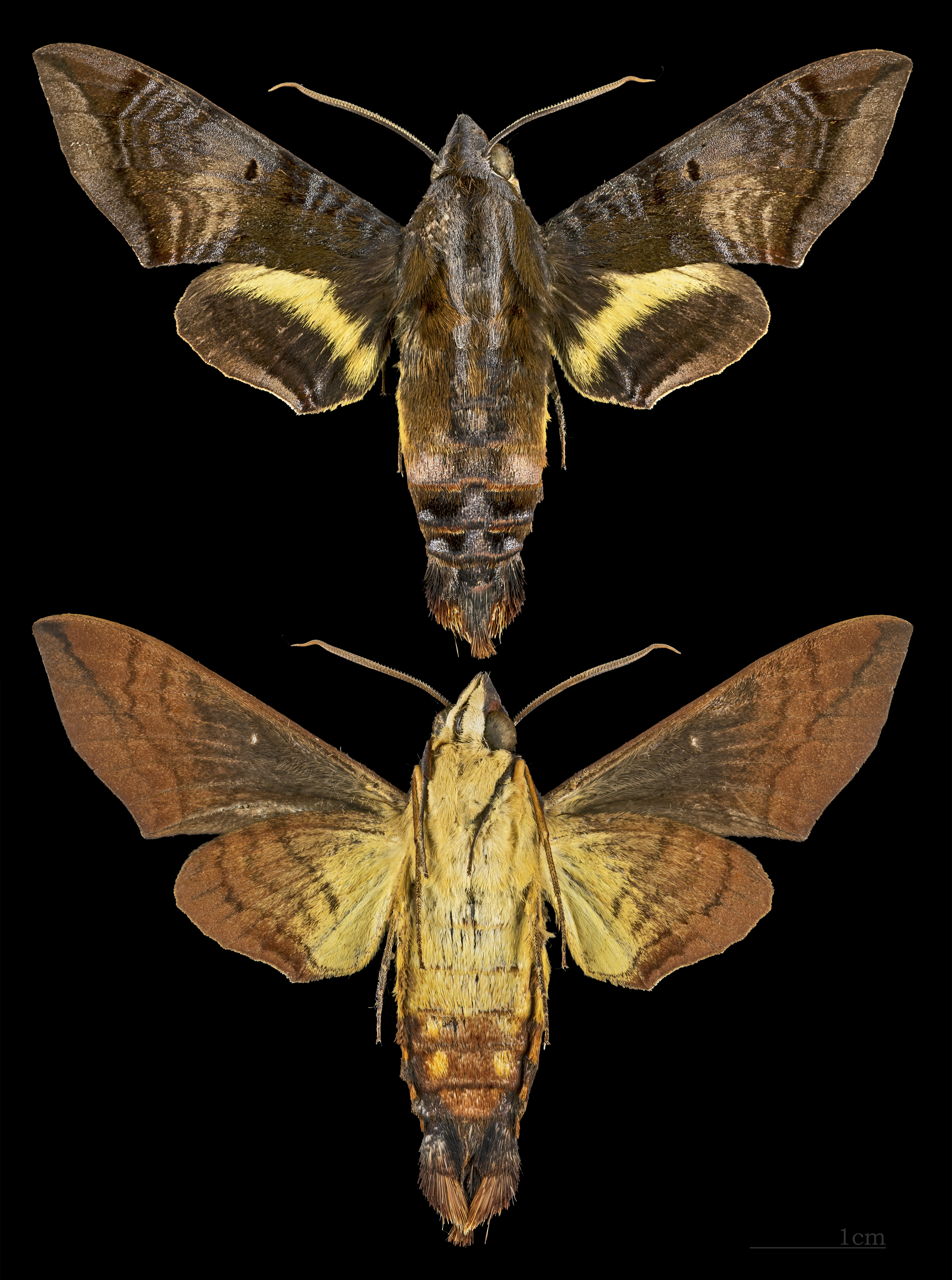
Eupyrrhoglossum
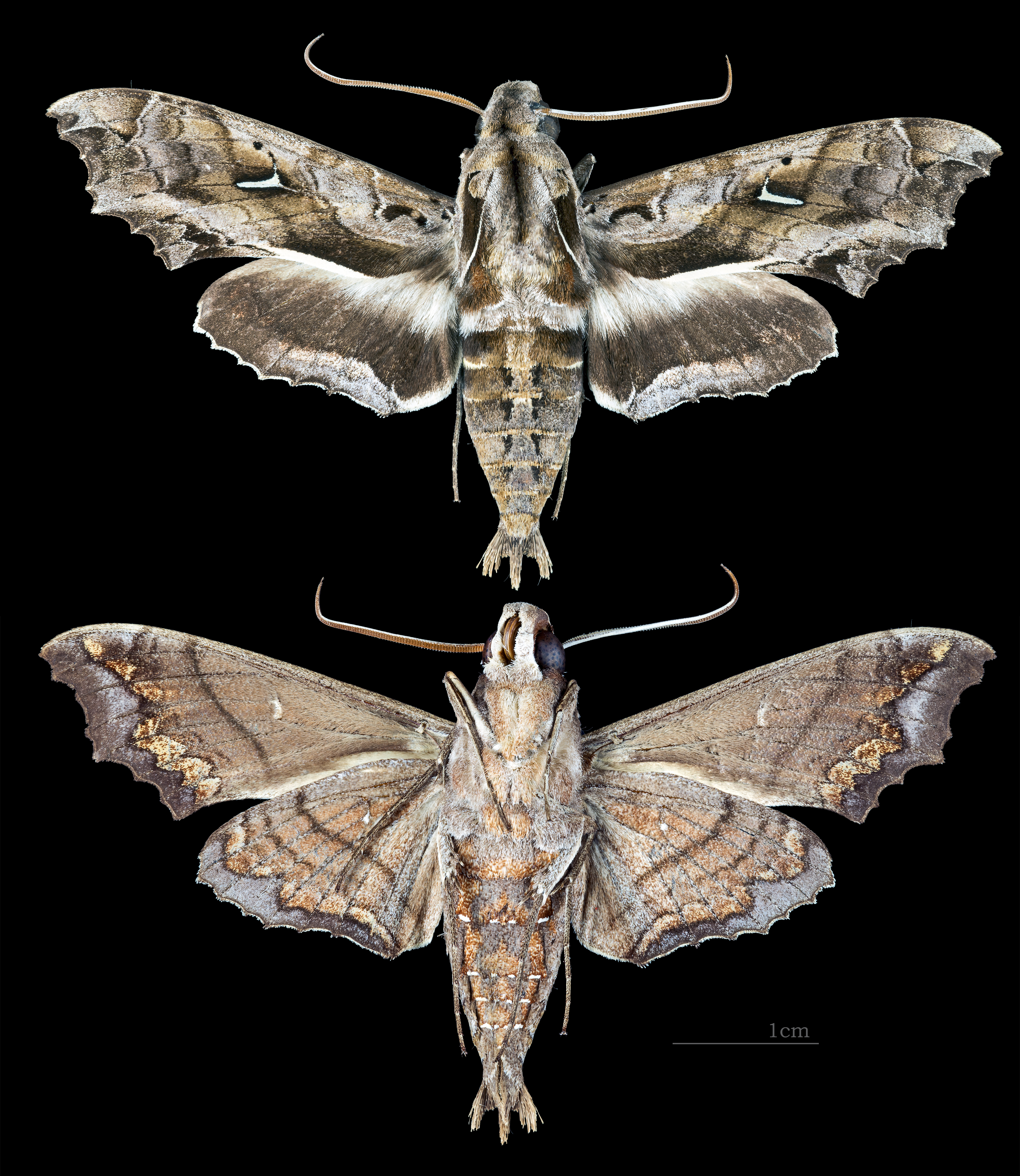
Hemeroplanes
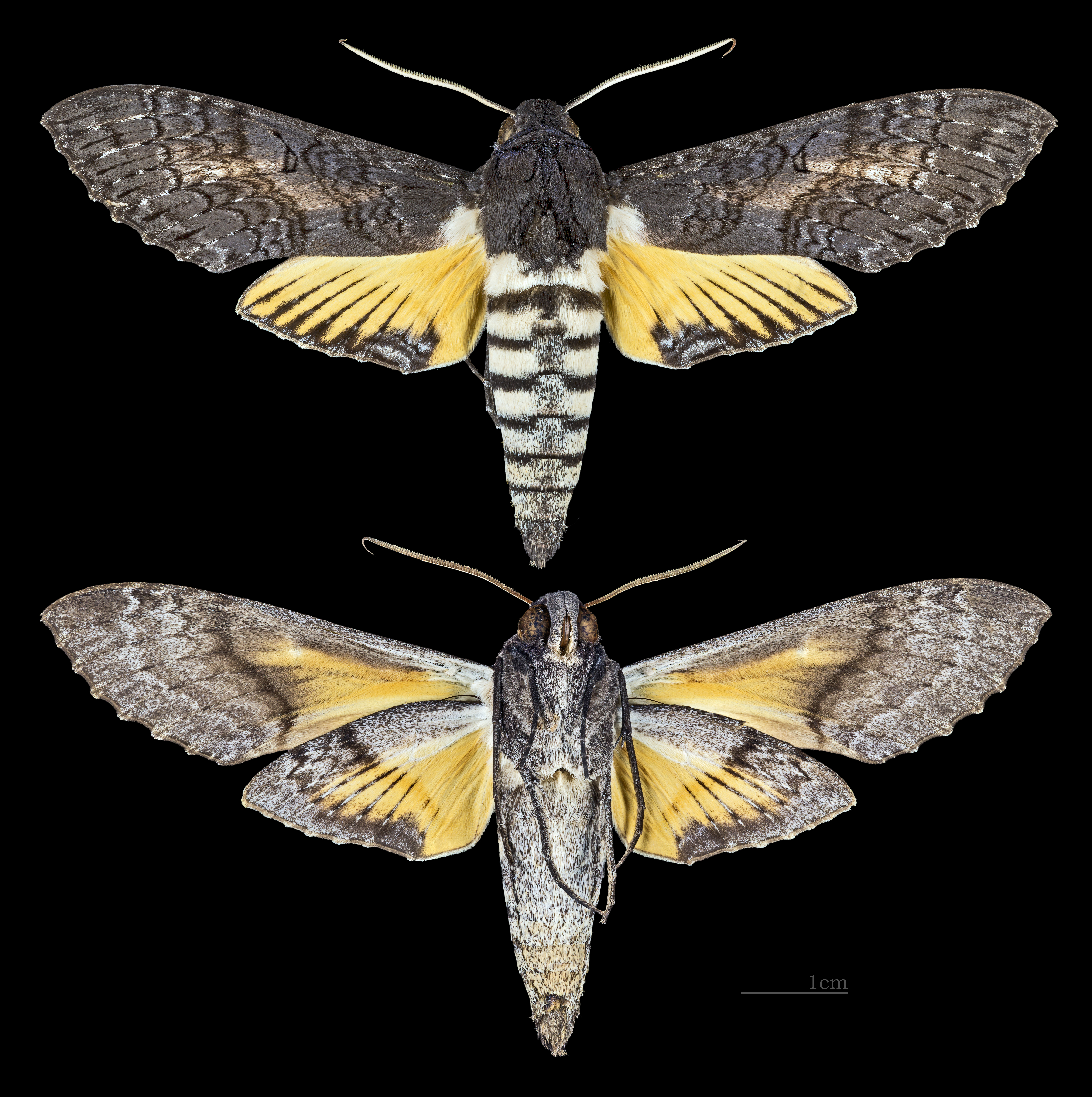
Isognathus
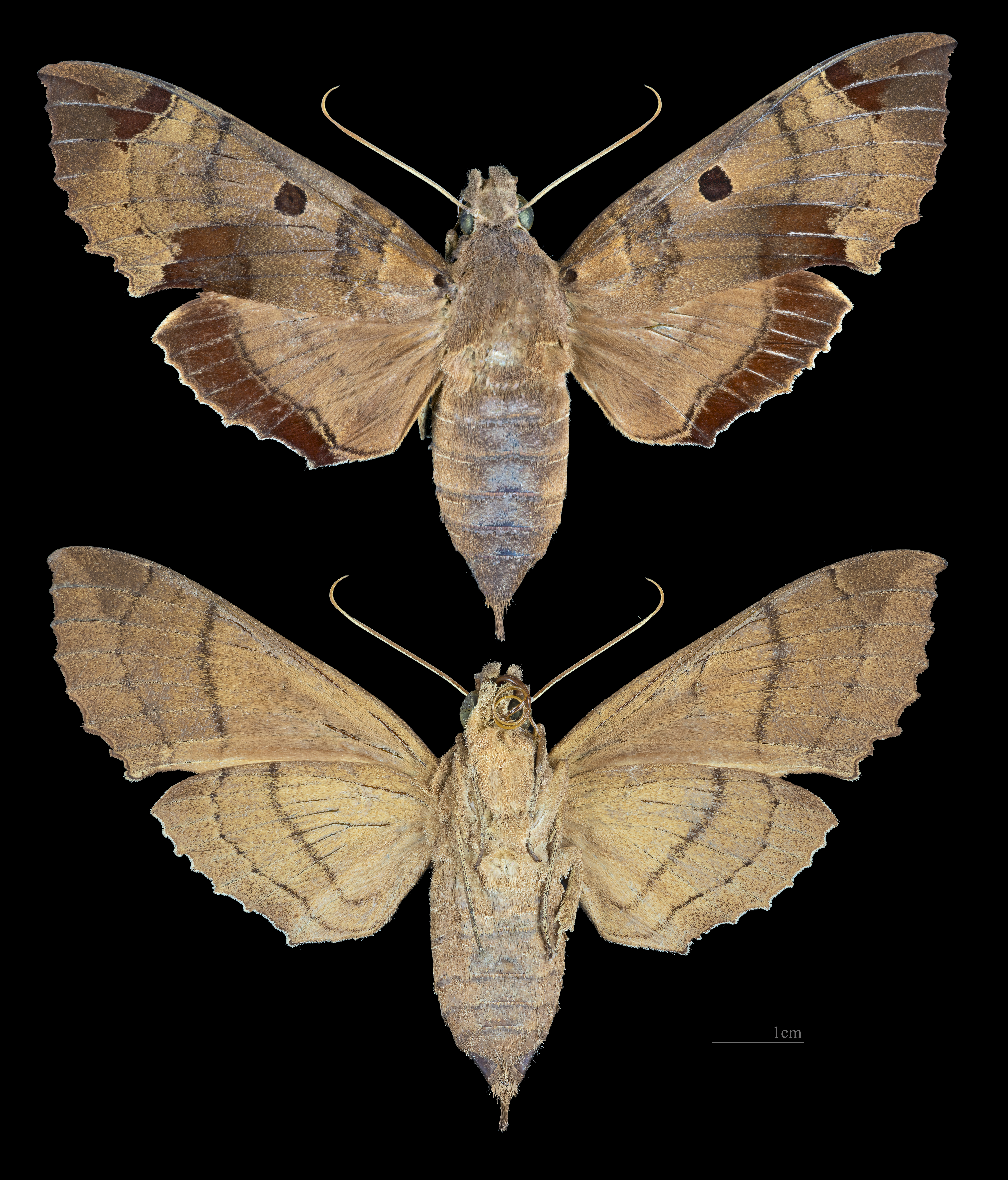
Kloneus
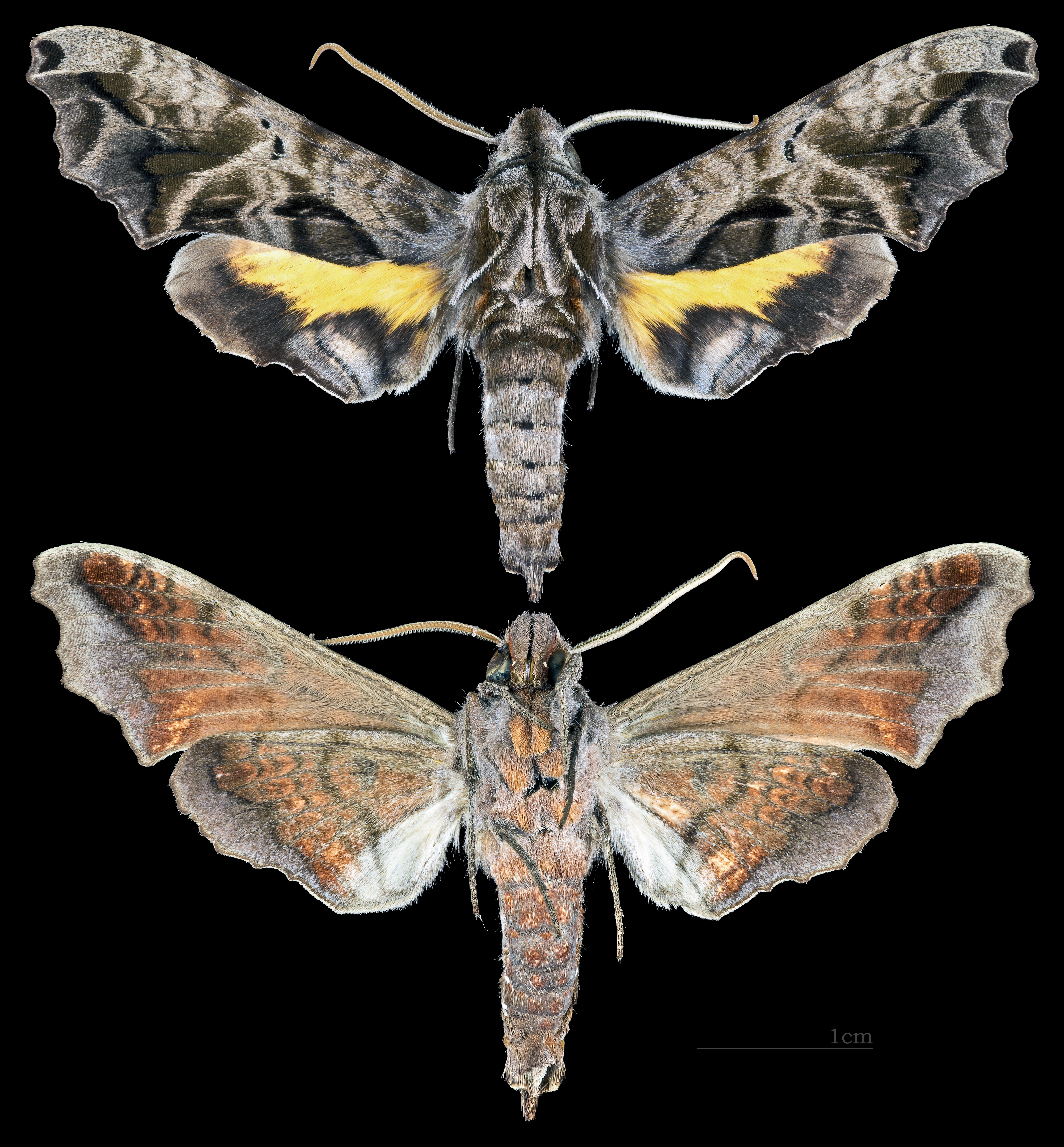
Nyceryx
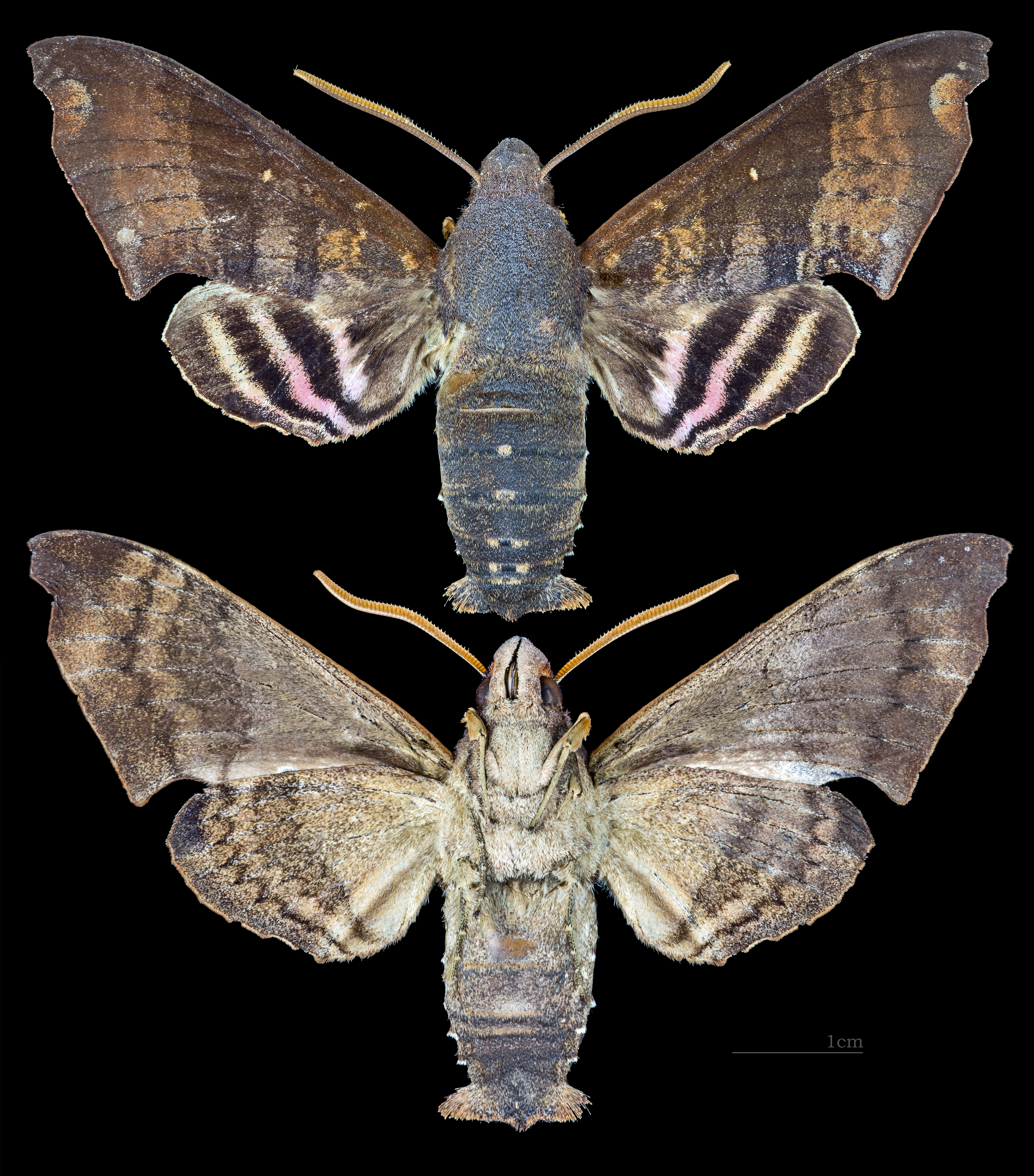
Pachygonidia
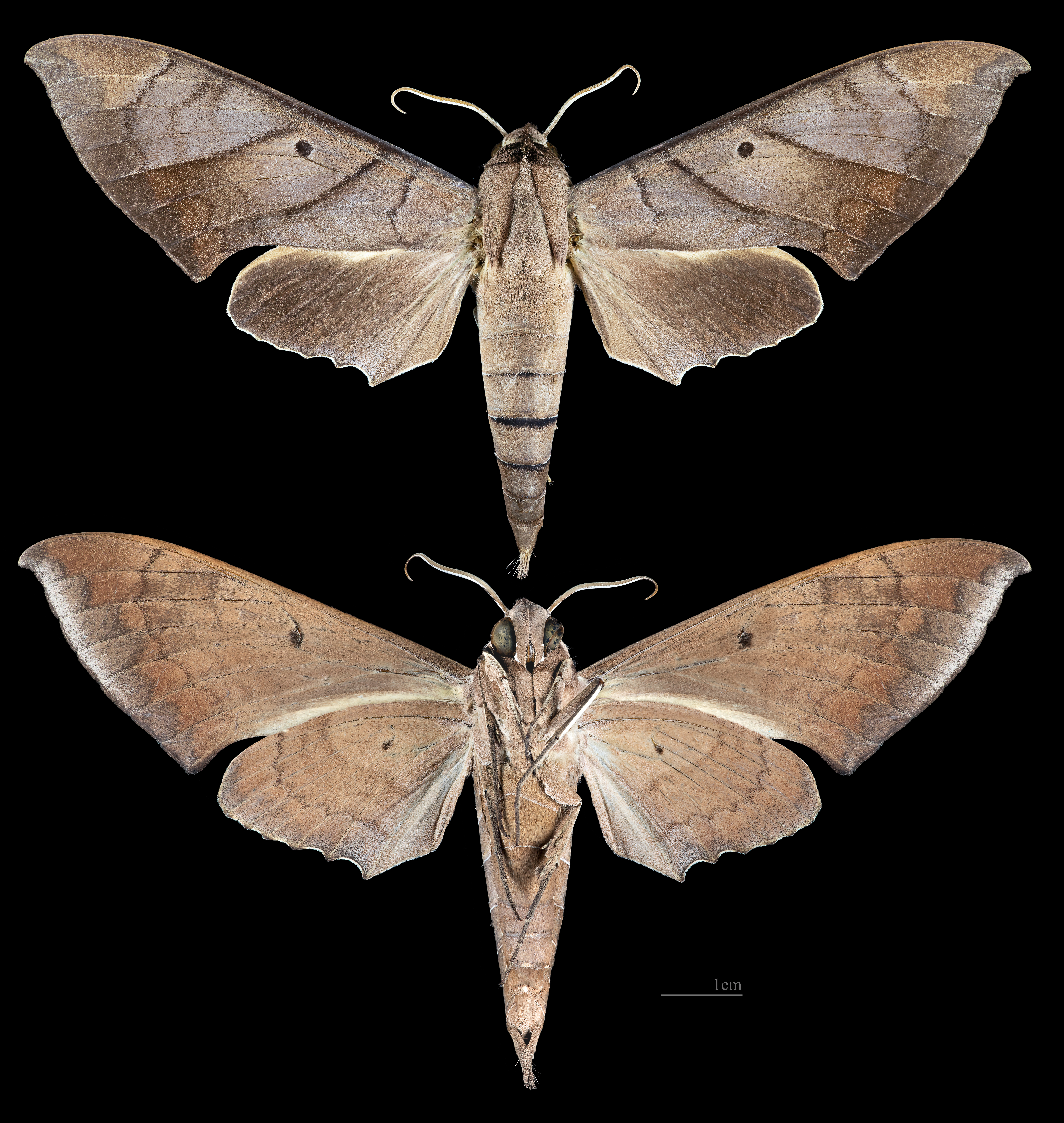
Pachylia
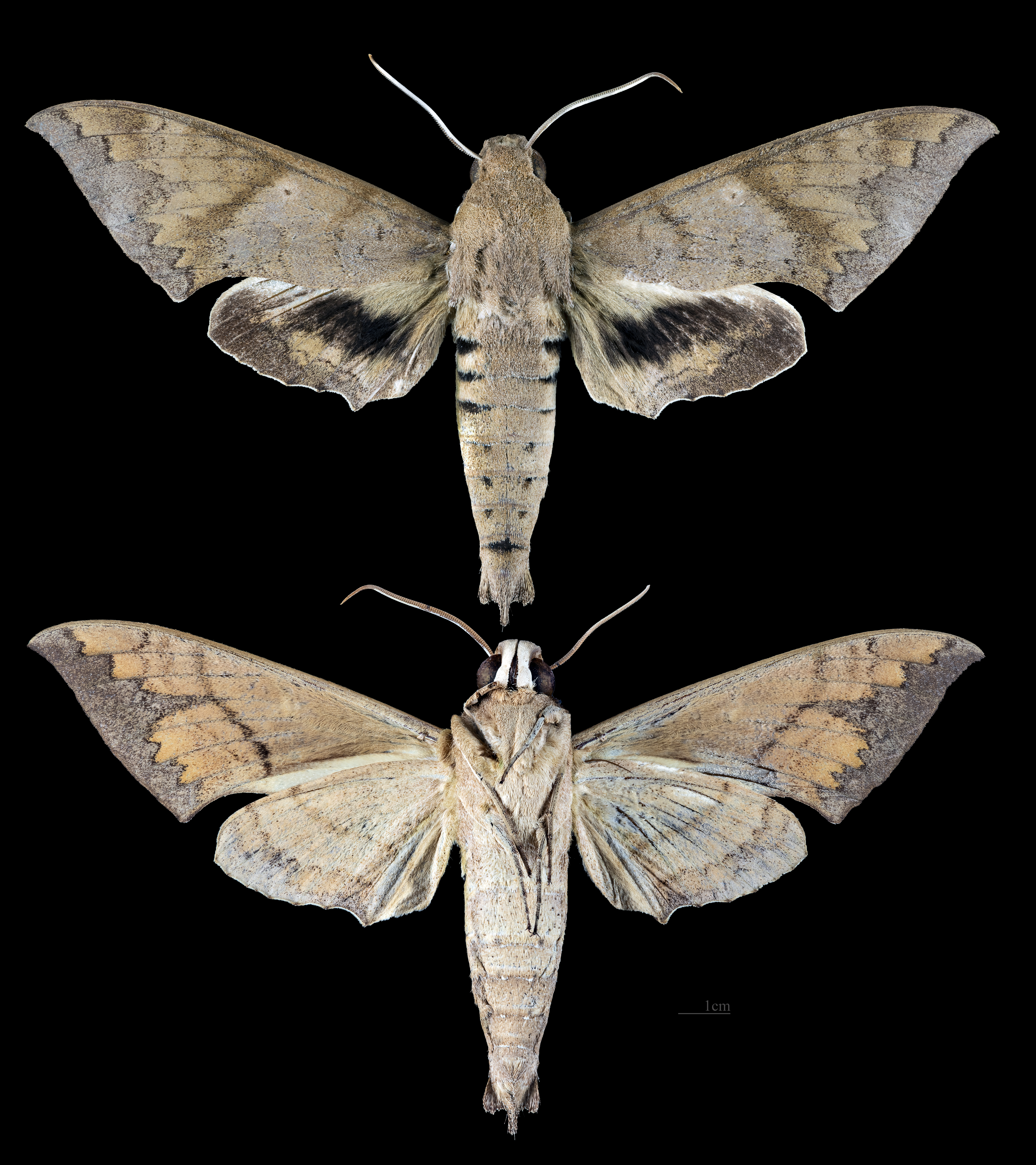
Pachylioides
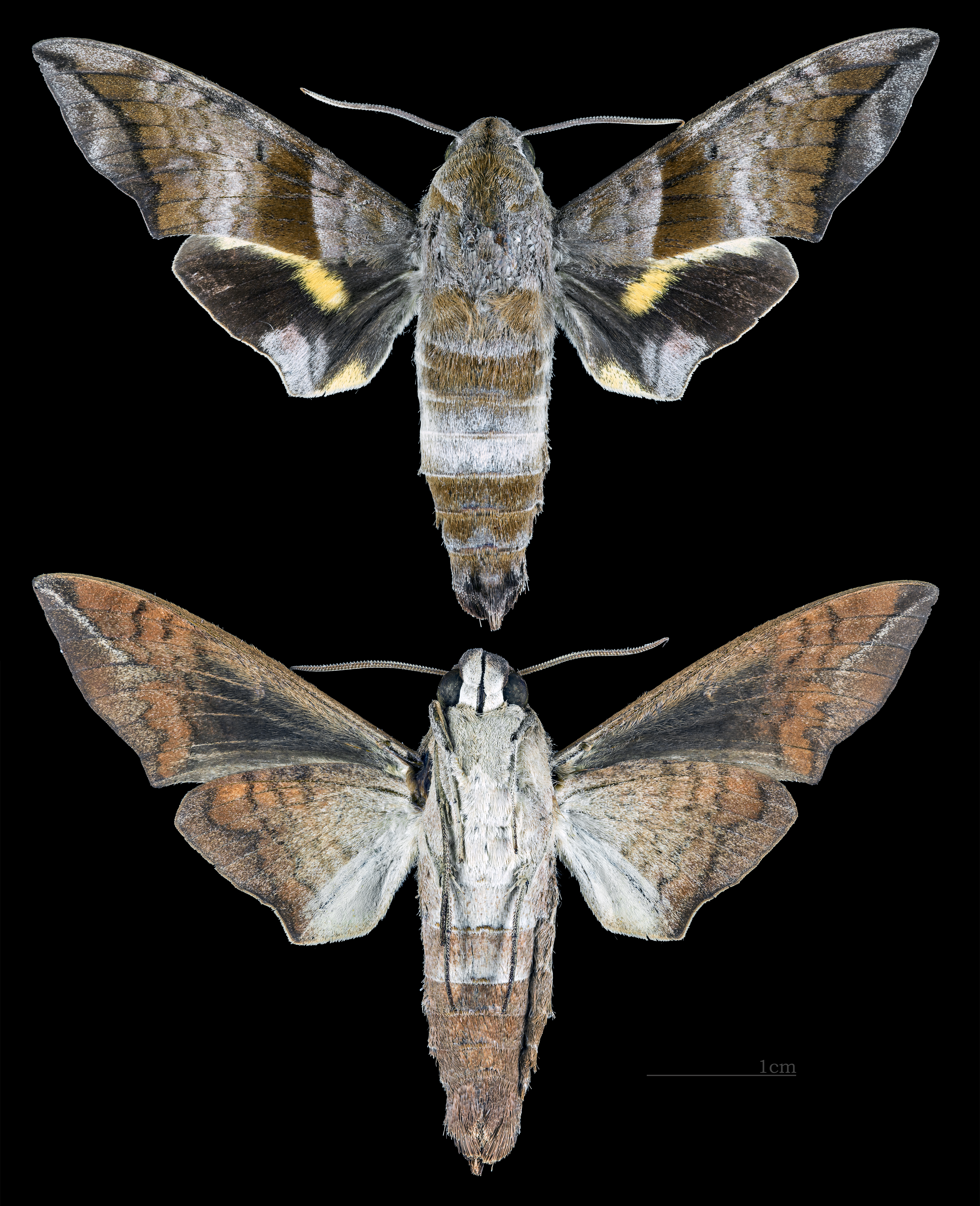
Perigonia
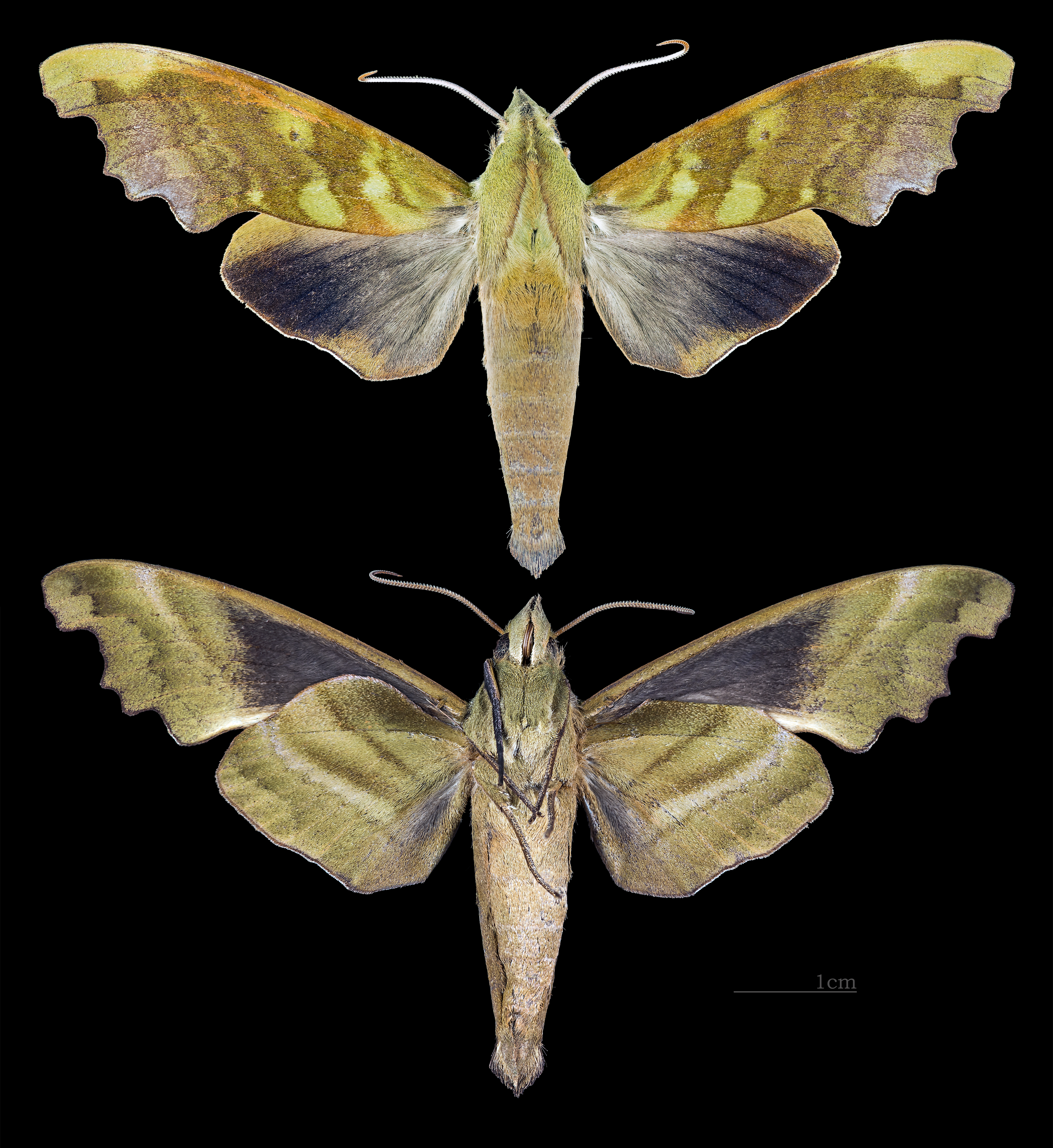
Stolidoptera
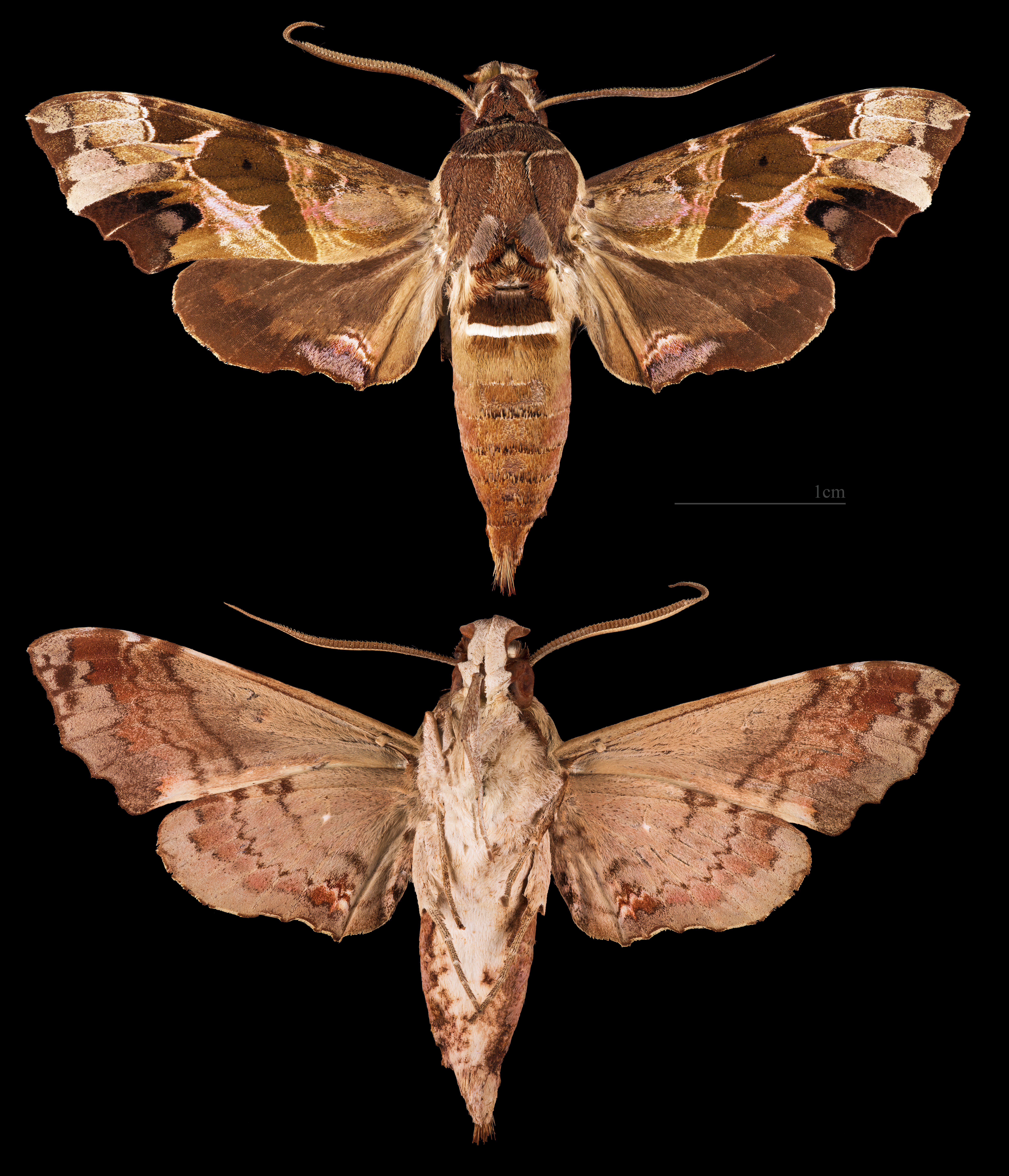
Unzela

- Subtribu Hemarina - Tutt, 1902
  - Cephonodes - Dalman, 1816
  - Hemaris - Dalman, 1816

- Cephonodes
- Hemaris

- Datos: Q367156
- Multimedia: Dilophonotini / Q367156
- Especies: Dilophonotini